# النقل المتقاطع للملفات
النقل المُتَقَاطِع للملفات (بالإنجليزية Cross File Transfer) هو اسم برنامج معلوماتي جد آمن يُستَعمَلُ لنقل الملفات بين حواسيب شركات التأمين والمصارف خاصة. طورت هذا البرنامج الشركة الفرنسية كريدينترانس لتشتريه لاحقًا شركة أَكْسوي.
يُستخدَم النقل المتقاطع للملفات في الأنظمة المعلوماتية المعقدة والمستعملة لأرضيات متعددة والتي ترغب في نقل وتبادل الملفات فيما بينها مع مراعاة الضوابط الصارمة الآتية:
- الأمان.
- الإقرار بالاستلام.
- إمكانية معاودة الإرسال والإستلام بعد الانقطاع.
- وتتبع الأخطاء.

في أولى إصداراته إِسْتَخدَم النقل المتقاطع للملفات بروتوكول X.25 بشكل خاص على شبكة ترانسباك. ولكن منذ عام 1992 بدأ النقل المتقاطع للملفات الإشتغال باستعمال بروتوكول TCP / IP ، وبالتالي مكنه من العمل على أي شبكة IP (مثل الإنترنت) وبطريقة آمنة.
يستخدم النقل المتقاطع للملفات بروتوكولات التبادل مثل PESIT ، ETEBAC3 ، ولكن أيضًا OFTP مما يجعله متوافقًا مع براج أخرى أخرى مثل Connect:Express.

## كيف يُستعمل النقل المتقاطع للملفات
مثلما يُستعمل FTP ، يُستخدم النقل المتقاطع للملفات لإرسال الملفات من حاسوب إلى حاسوب بعيد. ولكن الأمر يختلف عن بروتوكول نقل الملفات كون النقل المتقاطع للملفات يشتغل كشاشة تشرف على عمليات نقل الملفات وتوفر مجموعة من الميزات لجعل الاتصالات القائمة بين الحاسوب المرسل والمستقبل أكثر موثوقية. وبالتالي، فإن نقل النقل المتقاطع للملفات يشرف بشكل طبيعي على استئناف عمليات النقل المنقطعة، والتحكم في العمليات عن بُعد (على الحاسوب المُستقبل) ، وإعادة تسمية الملفات وفقًا لقواعدة معينة، وتطبيق السياسات الأمنية تحويل جداول الترميز(على سبيل المثال من أسكي إلى كود التبادل الموسع للترميز العشري الثنائي ).
عمليات نقل الملفات يمكن أن تتم برمجاتها باستعمال مجدول أعمال زمني مما يمكن بنقل ملفات كثيرة وبطريقة آلية لا تتطلب وجود إنسان.

## كيف يَعمل النقل المتقاطع للملفات
لكي بتمكن النقل المتقاطع للملفات من إرسال واستقبال ملفات لا بد من وجود حواسيب موصولة المواقع فيما بينها عبر شبكة تسمى الماقع هذه شركاء مهما اختلفت أنظمة عملها :Windows أو Unix / Linux أو VMS أو MVS أو AS400 إلخ يعتمد كل شريك على جدول الشركاء البعيدين المعرفين لديه لتنفيذ عمليات نقل الملفات. وعند ظهور شريك جديد يرغب في إرسال أو استقبال البيانات من شريك آخر يتعين أن يعلن عنه في الجدول المسمى «ملف الشريك» أو دليل النقل المتقاطع للملفات.
حتى يتم تبادل الملفات بين حاسبين يجب تثبيت النقل المتقاطع للملفات على كلا الحاسبين . يرسل الحاسوب الذي يرغب في إرسال ملف إلى الشريك البعيد (الحاسوب المستقبِل) طلبًا على الشبكة محددا اسم الحاسوب المستقبِل البعيد من خلال اسم الشريك. يعمل النقل المتقاطع للملفات بصيغة طالب/مرسل. عندما يتلقى الشريك البعيد الطلب، يتحقق أولا من أنه مُرسل إليه، ثم يقوم بتسجيله في الفهرس المحلي الذي يسرد قائمة العمليات التي ستتم معالجتها. عندما يأتي دور الطلب، يقوم الشريك البعيد بإنشاء بروتوكول اتصال مع الشريك المرسل ويخطره أنه جاهز للاستلام. يرسل الخادم المرسل محتوى الملف الذي ينسخه الخادم المتلقي محليا . في جميع أطوار الإتصال بين الحاسوبين يُبلغ النقل المتقاطع للملفات عن الحالة التي عليها عملية النقل للملف سواء كانت معلقة، أو قيد التقدم، أو تم إحباطها، أو اكتملت بنجاح، مما يضمن توجيه البيانات بشكل صحيح.

## نظام الرخص لاستعمال النقل المتقاطع للملفات
النقل المتقاطع للملفات هو منتج يحتاج إلى اقتناء رخصة لإستعماله وتشغيله. و يحدد نظام الرخص لـ النقل المتقاطع للملفات وفقا لنوع أنظمة الحواسيب المثبت عليها وكذلك أقصى عدد من عمليات النقل المتزامنة.

## وصلات خارجية
موقع شركة اكسوي